# 人中
人中（じんちゅう または にんちゅう、Philtrum、ラテン語: philtrum、ギリシア語: φίλτρον philtron）は、多くの哺乳類が持つ唇上部の溝で、鼻から上唇まで垂直に伸びる。裂状の鼻孔及び湿った鼻鏡とともに、哺乳類の原始的状態だと一般的に考えられている。

## 機能

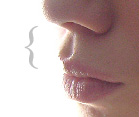
人中

大部分の哺乳類で、人中は、鼻を湿らせておくために、毛細管現象を利用して口から鼻鏡に水分を運ぶ狭い溝である。湿った鼻は、乾いたものよりも匂い分子を多く捉えることができ、嗅覚機能にとって有利になる。
ヒトや多くのサル目では明確な機能は見られず、人中は痕跡器官としてのみ残っている。それは、多くの高等サル目では、嗅覚よりも視覚に多く頼り、そのため鼻を湿らせておく必要がなくなったからであると考えられている。キツネザル上科等の曲鼻猿亜目は、類人猿など他のサル目とは異なり、人中や鼻鏡の機能を保っている。

### 発達
ヒトでは、人中は、胚の発達期に鼻隆起と上顎突起が出会う場所に形成される。ヒトで、これらの突起が完全に融合できないと、口唇口蓋裂となる。

## 人中に関する文化
ユダヤの神話では、懐妊を司る天使ライラが生まれる前の幼児の上唇に軽く触れると、トーラーを忘れると言われる。これが人中の起源であると信じている者もいるが、伝統的なユダヤの文書には基づいていない。